# Institut national pour la formation et la recherche en éducation
L'institut national pour la formation et la recherche en éducation (INFRE) est un centre public béninois de recherche et de diffusion des savoirs dans le domaine de l'éducation. Situé à Oganla dans la commune de Porto-Novo, il est sous la tutelle du ministère béninois chargé des enseignements maternel et primaire.

## Historique et missions
Avant de porter l'appellation d'institut national pour la formation et la recherche en éducation à partir de 1975, l'INFRE à sa création en 1961, s’appelait l'institut pédagogique national (IPN) et ce jusqu'en 1967. De 1967 à 1968, il change de dénomination et devient le CRAP (centre de recherche et d'action pédagogiques). En 1970, il devient l'IPN-CRAP puis le département de l'éducation (DE) en 1972. En 1973, il change une fois de plus de nom pour devenir l' institut pour la formation et la recherche en éducation (IFRE). Depuis 1975, le volet national lui est rajouté.
L'INFRE à pour mission de consolider les capacités du personnel enseignant au Bénin en se basant sur une ingénierie pédagogique innovante. Pour ce faire, il doit entre autres procéder à l'élaboration et à la mise en œuvre d'un plan de formation axées sur les structures éducatives publiques conformément au rapport annuel d’inspection des enseignants et du rapport d’évaluation des apprentissages,,.